# Catarina Pollini
Catarina Pollini (Vicenza, 16 marzo 1966) è un'ex cestista, allenatrice di pallacanestro e dirigente sportivo italiana.

## Carriera
Con la Nazionale italiana ha giocato 252 gare segnando 3.903 punti, entrambi record assoluti "all time" (15,48 media punti/partita). Ha vinto 12 scudetti e 7 coppe Campioni (conquistate con 3 club diversi) oltre a una coppa Ronchetti e altri titoli minori. Capitana azzurra nelle ultime due Olimpiadi disputate dall'Italia (1992 e '96). Argento agli Europei '95. È stata la prima italiana in possesso di un anello della WNBA (Houston Comets '97) e a essere in un draft della lega "Pro". Ha giocato nelle Texas Longhorns (NCAA, 1987-88).
Ha vinto 4 volte (1983, 1984, 1986, 1987) il premio come miglior giocatrice d'Europa indetto dalla Gazzetta dello Sport.
Soprannominata Zarina per l'originalità del nome e l'eleganza dei movimenti, è stata bandiera dei club italiani più titolati, l'A.S.Vicenza negli anni Ottanta e la Pool Comense nei Novanta, oltre che della nazionale, che abbandonò per scelta propria dopo l'Olimpiade di Atlanta.
Nel 1998, scaduto il contratto con la S.G.Comense, fu costretta a una lunga battaglia giudiziaria contro il club lombardo e la Federazione Italiana Pallacanestro affinché fosse riconosciuto lo status di professionista nel basket femminile. Subì una squalifica, revocata dopo un intervento del ministero del Lavoro. Tornò in campo con la maglia dello Schio, eliminando la Comense nei play-off e giocando la finale-scudetto 2000. Diede impulso all'introduzione dello svincolo nelle normative del basket femminile italiano. La vicenda giudiziaria si è chiusa definitivamente a suo favore nel marzo 2008, con sentenza definitiva del consiglio di Stato sul caso Pollini-Comense-Fip.
Dal 2000 Catarina vive in Spagna, dove ha giocato con l'Ensino Lugo (due semifinali-scudetto, una finale di Coppa della Regina) e il Valencia (vincendo una Supercoppa spagnola). La stagione successiva allo stop di "Cata" (a 40 anni compiuti) il Lugo è sceso di categoria. Pollini ne è stata successivamente vice-allenatrice, team-manager e responsabile logistica (incarichi che ricopre attualmente). Nel 2009, a 43 anni compiuti, è tornata in campo per disputare tre partite, con altrettante vittorie che hanno consentito alla sua squadra di evitare la retrocessione dalla serie A-2. Nell'estate 2009 ha acquisito il titolo di allenatore nel supercorso Fip di Bormio.
Catarina Pollini è anche presidente onorario del club cestistico Nuovo Basket 2000 di Pordenone.
Con la maglia della Nazionale italiana ha partecipato a due Olimpiadi (1992 e 1996), due Mondiali (1990 e 1994) e sette Campionati europei (dal 1983 al 1995).
Dal marito, il giornalista Sergio Ghisleni, ha avuto nel 1999 una figlia, Alessandra.

## Palmarès
- Campionato italiano: 12
A.S. Vicenza: 1981-82, 1982-83, 1983-84, 1984-85, 1985-86, 1986-87, 1987-88;
Ahena Cesena: 1989-90;
Ginnastica Comense: 1994-95, 1995-96, 1996-97, 1997-98
- Coppa dei Campioni/Eurolega f.: 7
A.S. Vicenza: 1983, 1985, 1986, 1987, 1988;
Ahena Cesena: 1991;
Ginnastica Comense: 1995
- Campionato WNBA: 1

Houston Comets: 1997
- Supercoppa di Spagna: 1
Godella Valencia 2004
- Coppa Ronchetti: 1
Ahena Cesena 1994